# 첼시 FC
첼시 FC(영어: Chelsea Football Club)는 잉글랜드 런던을 연고지로 하는 축구 클럽이다. 1905년에 창단했으며 현재 잉글랜드 프리미어리그에 소속되어 있다. 더 블루스(The Blues)라는 별칭으로도 불린다. 구단 명칭은 런던 남서부 첼시 지역명을 사용하지만, 홈 구장은 첼시 인근 풀럼에 위치한 40,341석 규모의 스탬퍼드 브리지이다.
첼시는 풋볼 리그 1부/프리미어리그 6회, FA컵 8회, 리그컵 5회, FA 커뮤니티 실드 4회, UEFA 챔피언스리그 2회, UEFA 유로파리그 2회, UEFA 컨퍼런스리그 1회, UEFA 컵위너스컵 2회, UEFA 슈퍼컵 2회, FIFA 클럽 월드컵 1회, FIFA 인터콘티넨털컵 1회 우승을 기록했다. 첼시는 UEFA 챔피언스리그에서 우승을 거둔 런던의 유일한 축구팀이며, UEFA가 주관하는 5개의 주요 대회에서 모두 우승을 거둔 첫 번째 구단이다.
첼시의 홈 유니폼은 로열 블루 색상의 상·하의와 흰색의 양말로 구성되어 있다.(상대가 흰색 유니폼을 입을경우 양말은 로열 블루도 함께 입는다. 구단의 문양은 파란색을 바탕으로 하고 있으며, 현재의 문양은 2005년에 도안한 것이다. 2014-15시즌의 홈 평균 관중 수는 41,546명으로, 이는 프리미어리그에서 7번째에 해당한다. 2016년, 포브스지의 조사에 의하면 첼시의 자산 가치는 약 16억 달러로, 이는 전 세계 축구 클럽 중 7위에 해당하는 수치이다. 첼시의 소유권은 2003년 7월에서 2022년 5월까지 러시아 출신의 억만장자인 로만 아브라모비치에게 있었다.
현재 감독은 엔초 마레스카이며, 주장은 리스 제임스, 부주장은 엔소 페르난데스이다.

## 역사

### 초창기

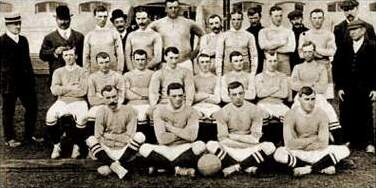
1905년의 초창기 첼시 선수들.

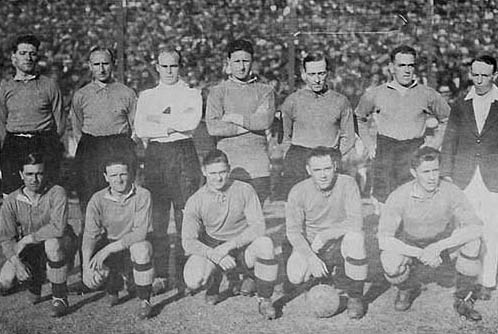
1929년의 첼시 선수들.

1904년, 영국의 사업가 거스 미어스는 런던의 풀럼에 위치해 있던 한 운동장을 구입하여 이를 축구장으로 사용하고자 했다. 미어스는 근처의 풀럼 FC에 이 구장을 양도하려 하였으나 거절당하자 이 경기장에 새로운 팀을 창립하기로 마음먹었고, 구단의 이름을 정하는 과정에서 기존 지역 구단과의 중복을 피하여 옆 구역인 첼시의 명칭을 따 새 구단의 이름을 지었다. (이 과정에서 켄징턴 FC, 스탬퍼드 브리지 FC, 런던 FC등의 이름이 거론되기도 하였다.)
첼시는 1905년 3월 10일 라이징 선이라는 술집에서 정식으로 결성되었으며, 이 술집은 오늘날 런던의 풀럼 로(路, Fulham Road) 입구 반대편에 있었다. 초창기 첼시의 설립자들은 팀을 2부 리그에 참가시켰다. 초기 30여 년간 팀은 승격과 강등을 반복하였다. 첼시는 1915년 FA컵 결승전에 진출하기도 했는데, 비록 셰필드 유나이티드에게 패하여 준우승에 그쳤지만, 이로 인해 첼시는 이름 높은 선수들을 영입할 수 있게 되는 계기를 마련하였다. 그러나 이는 두 차례의 세계 대전으로 인해 오래가지 못했다.

### 1950-1960년대
1952년, 전 잉글랜드 대표팀의 센터 포워드인 테드 드레이크가 감독으로 부임하였다. 드레이크 감독은 “첼시 펜셔너”(Chelsea pensioner)라고 불리는 오래된 문양(文樣, Crest)을 새롭게 교체하고, 유소년팀에 대한 지원을 증진시켰으며, 기존의 훈련 방식을 고쳤다. 그는 1954-55시즌, 팀의 첫 1부 리그 우승을 이끌었다. 1955년 UEFA가 유러피언 컵을 만들자 첼시는 리그 우승 팀으로써 출전 자격이 주어졌지만, 풋볼 리그와 잉글랜드 축구 협회의 반대로 참가를 철회해야만 했다.
1950년대 후반, 첼시는 리그 중위권에 머물렀고, 1961년 드레이크 감독은 해임되었다. 그 자리는 선수 겸 감독인 토미 도허티가 대신하게 되었다. 도허티의 지휘 아래 첼시는 1964-65시즌에 리그, FA컵, 리그 컵에서 트레블(treble)을 달성할 기회가 주어졌다. 그러나 첼시는 리그컵에서 우승을 거두었을 뿐 다른 두 개의 대회에서는 모두 쓴맛을 봐야 했다.

### 1970-1980년대

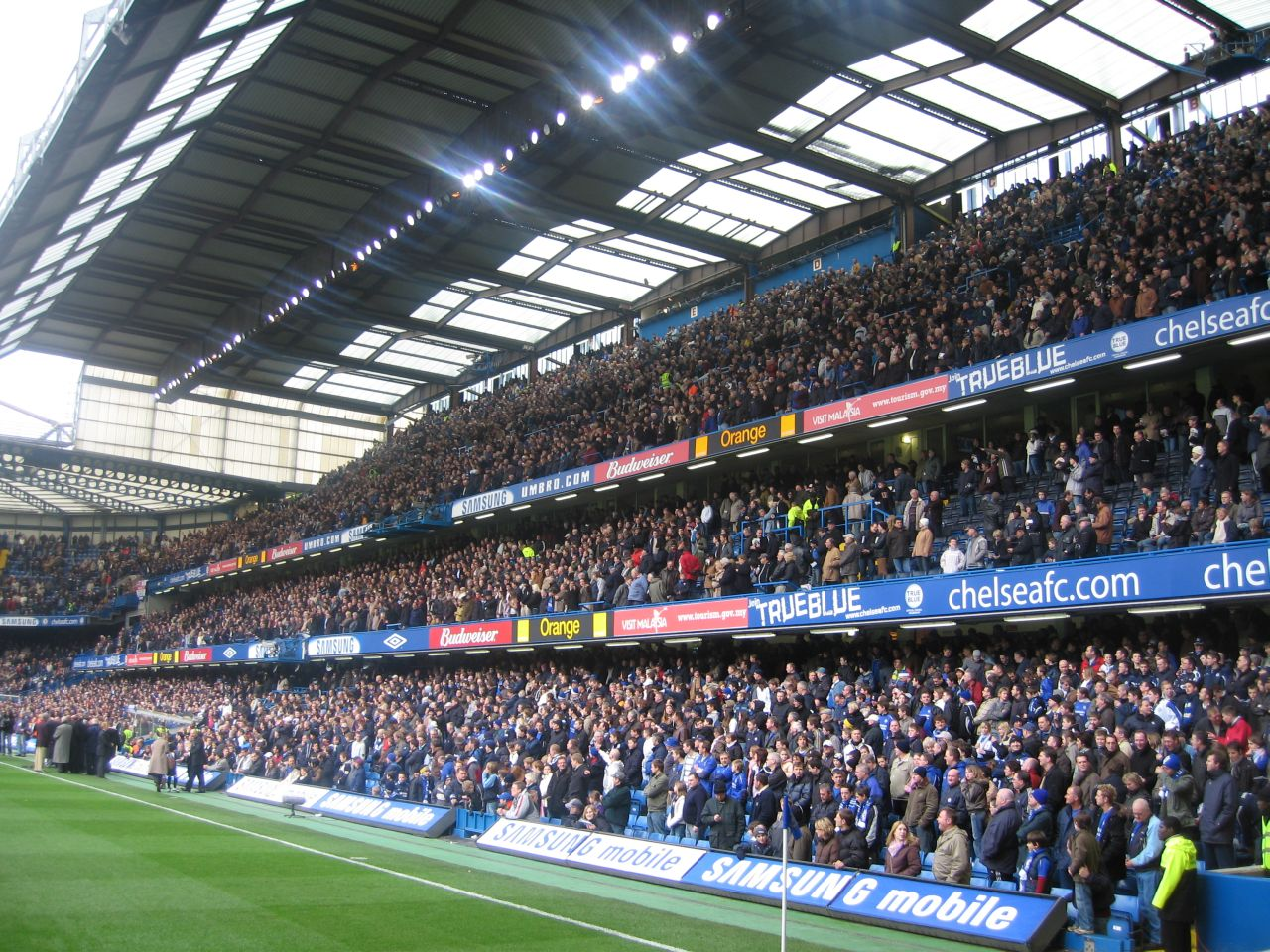
스탬퍼드 브리지의 동쪽 스탠드 공사는 1970년대와 1980년대 첼시에 심각한 재정난을 안겨 주었다.

도허티의 후임으로 부임한 데이브 섹스턴의 지휘 하에, 첼시는 1970년 FA컵 결승에서 리즈 유나이티드를 2-1로 꺾고 우승을 차지하였다. 1971년에는 유러피언 컵위너스컵 결승에서 재경기까지 가는 접전 끝에 레알 마드리드에게 2-1로 승리를 거두어 창단 최초로 유럽 대회 우승을 거두게 되었다.
그러나 1970년대 후반과 1980년대는 첼시에게 있어 격변의 시대였다. 홈구장인 스탬퍼드 브리지의 재건축은 구단에 재정적인 충격을 가져다주었고, 이로 인한 스타 선수들의 매각은 팀의 위상과 성적을 떨어뜨리는 요인이 되었다. 게다가 일부 서포터의 훌리건 행위는 향후 10년간 팀에 있어 큰 골칫거리가 되기도 하였다.
첼시의 재정은 바닥을 치게 되었고, 결국 켄 베이츠에게 명목상의 금액인 1파운드에 매각되었다. 또한 스탬퍼드 브리지가 택지 개발업자들에게 자유 보유 부동산으로 팔리게 되자 구단의 명성은 더욱 떨어지게 되었다.
1980년대에 첼시는 처음으로 디비전 2로 강등되었다. 1983년 존 닐이 감독으로 부임함과 동시에 첼시는 여섯 명의 선수를 영입하였고, 이에 힘입어 1983-84시즌 디비전 2에서 우승하여, 다시 디비전 1에 진출할 수 있게 되었다. 1988년, 첼시는 디비전 2로 강등되었다가 이듬해 디비전 2에서 우승을 거두며 디비전 1로 다시 승격되었다.

### 1990-2000년대 초
한편 과거의 이사들 중 일부가 스탬퍼드 브리지의 소유권을 부동산 개발업자들에게 양도하였다. 회장인 켄 베이츠가 경기장에 대한 소유권을 포기하지 않자, 긴 법정 공방이 시작되었다. 1992년 긴 법정 공방 끝에, 켄 베이츠는 부동산 시장의 붕괴로 파산한 부동산 개발업자들의 소유권을 매수함으로써 경기장 내의 자유 보유 부동산 부지를 다시 첼시 소유로 합치게 하였다.
1994년 첼시는 프리미어리그 출범 이후 최초로 FA컵 결승에 진출하였다. 1996년, 전 유럽 올해의 선수인 루드 굴리트가 선수 겸 감독이 되어서야 팀은 안정이 되어갔다. 이에 힘입어 첼시는 1997년 FA컵에서 우승하였다. 그러나 굴리트는 팀의 재정을 압박했다는 이유로 해임되었다.
대신 그 자리는 이탈리아 출신의 선수 겸 감독 이었던 잔루카 비알리에게로 돌아갔다. 첼시는 1998년 리그 컵과 UEFA 컵위너스컵, 2000년 FA컵에서 우승을 거두었다.
2000년 9월, 첼시는 비알리를 경질하고 이탈리아 출신인 클라우디오 라니에리를 감독에 임명했다.

### 로만 아브라모비치 시대와 그 이후

이 차트는 1906년부터 현재까지 첼시가 리그에서 거둔 성적을 보여준다.

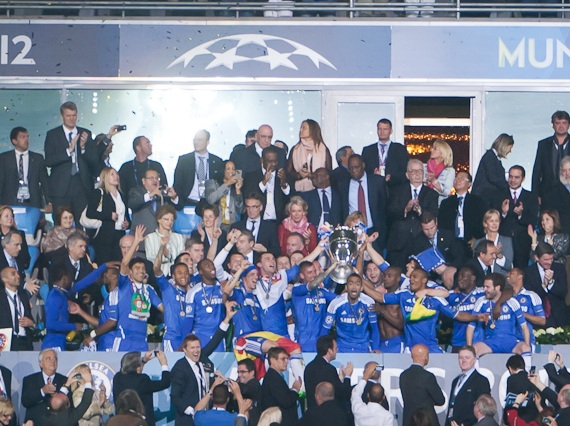
2012 UEFA 챔피언스리그 우승 트로피 수여식. 이는 첼시의 대회 첫 번째 우승이기도 하다.

2003년 6월, 첼시는 러시아의 석유 재벌인 로만 아브라모비치에게 1억 4천만 파운드에 매각되었다. 매각 이후 선수단의 개편을 위해 1억 파운드의 돈이 쓰였지만, 팀이 무관에 그치자 라니에리는 경질되었다. 대신 그 자리는 FC 포르투를 UEFA 챔피언스리그에서 우승으로 이끌었던 포르투갈 출신의 감독인 조세 무리뉴에게 돌아갔다.
무리뉴의 지도 하에서 첼시는 2004-05시즌과 2005-06시즌, 프리미어리그에서 2년 연속 우승을 거두었다. 특히 2004-05시즌에는 최다 클린시트(25경기), 최소 실점(15실점), 최다 승리(29승), 최다 승점(95점) 부문에서 새로운 기록을 수립하기도 하였다.
이외에도 2007년 맨체스터 유나이티드를 연장 접전 끝에 1-0으로 누르고 FA컵에서 우승하였고, 2005년과 2007년에는 각각 리버풀과 아스널을 꺾고 리그 컵에서 우승을 거두었다.
그러나 2007년 9월 20일, 무리뉴 감독은 아브라모비치와의 불화설이 나도는 가운데 첼시와의 계약을 끝냈고, 그 자리는 이스라엘 출신의 감독인 아브람 그랜트가 대신하였다. 2007-08시즌, 첼시는 구단 역사상 최초로 UEFA 챔피언스리그 결승전에 진출했으나, 승부차기 끝에 맨체스터 유나이티드에게 패배하였다. 경기에서 패배한 후, 아브람 그랜트는 즉시 계약 해임되었다.
2008-09시즌, 첼시는 루이스 펠리피 스콜라리를 새 감독으로 영입하였으나, 반 시즌만에 경질하였고, 곧 러시아 축구 국가대표팀의 감독이던 거스 히딩크가 시즌의 남은 기간 동안의 임시 감독으로 부임하게 되었다. 히딩크의 지휘 하에 첼시는 2009년 FA컵에서 우승을 거두었다.
2009년, 구단에서는 히딩크의 후임으로 카를로 안첼로티를 내정하였다. 안첼로티 체제 하의 첼시는 리그에서 승점 86점으로, 리그에서 4년만에 우승을 차지하였다. 첼시는 FA컵에서도 우승을 거두며, 창단 이후 처음으로 "리그-FA컵 더블"을 달성하였다. 그러나 2010-11시즌, 팀이 무관에 그치자 구단 측에서는 안첼로티 감독을 경질하였다.
2011년 6월, 첼시는 새 감독으로 FC 포르투의 젊은 감독인 안드레 빌라스-보아스를 내정하였지만, 성적 부진이 이어지자 8개월 만에 해임하였다. 뒤이어 전 선수 출신인 로베르토 디 마테오가 직무를 대행하였다. 디 마테오 감독 하의 첼시는 2011-12 FA컵에서 우승을 거두었으며, UEFA 챔피언스리그 결승에 진출하여 승부차기에서 바이에른 뮌헨을 4-3으로 꺾고 구단 역사상 최초의 챔피언스리그 타이틀을 획득하였다. 이는 런던의 축구 팀이 거둔 최초의 대회 우승이기도 하다.
그러나 2012-13시즌 도중, 첼시는 성적 부진을 이유로 디 마테오 감독을 경질하였다. 후임 감독으로는 라파엘 베니테스가 시즌 종료까지 감독 대행 자격으로 부임하였다. 베니테스의 첼시는 UEFA 유로파리그 결승에 진출하여 SL 벤피카를 2-1로 물리치고 우승 타이틀을 차지하였다.
2013년 6월 3일, 첼시는 조세 무리뉴가 다시 팀으로 복귀했다는 소식을 타진하였다. 2014-15시즌, 첼시는 8년만에 풋볼 리그 컵에서 우승하였고, 리그에서도 승점 87점으로 우승을 거두었다. 그러나 다음 시즌, 부진이 장기화되자 구단 측은 결국 무리뉴 감독을 경질했고, 거스 히딩크가 임시 감독의 자격으로 다시 부임하였다.
그의 후임으로는 이탈리아 축구 국가대표팀을 이끌었던 안토니오 콘테가 선임되었다. 콘테의 지휘하에 첼시는 2016-17시즌 프리미어리그 우승과 이듬해 FA컵 우승을 차지하였다.
2018-19시즌, 콘테가 해임되자 그 자리는 또 다른 이탈리아 출신의 감독인 마우리치오 사리에게 돌아갔다. 사리는 리그 3위와 유로파리그 우승을 달성하였으나, 1년 만에 팀을 떠났다. 첼시는 과거 선수 출신인 프랭크 램퍼드를 새로운 감독으로 선임하였다.
하지만 램파드는 2020-21시즌 도중 경질되었고, 2021년 1월 27일 토마스 투헬이 첼시의 새로운 감독으로 부임하였다. 투헬의 부임 이후, 첼시는 FA컵 준우승, 챔피언스리그에서 맨체스터 시티를 1-0으로 꺾고 구단 역사상 2번째 우승을 차지하였다. 첼시는 다음 시즌 UEFA 슈퍼컵과 FIFA 인터콘티넨털컵에서도 우승을 차지하였다.
2024-25 시즌에는 UEFA 컨퍼런스리그에서 우승을 차지하며, UEFA 주관 대회를 모두 석권한 첫 번째 팀이 되었다. 그 후 2025 FIFA 클럽 월드컵 우승을 통해 세계 챔피언의 자리에 올랐다.

## 경기장

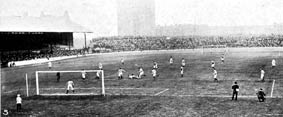
1905년 9월 23일 스탬퍼드 브리지에서 열린 첼시와 웨스트 브로미치 앨비언의 경기. 경기는 첼시가 1-0으로 승리하였다.

첼시는 창단 이래로 스탬퍼드 브리지 이외에 다른 경기장을 사용한 적이 없다. 스탬퍼드 브리지는 1877년 4월 28일 처음 개장했으며, 28년 동안 런던 애슬레틱스 클럽(London Athletics Club)의 종합 운동장으로 사용되었다. 1904년 사업가인 거스 미어스와 그의 형제인 조셉 미어스는 운동장과 주변 51,000 m²의 부지를 매입하여 이 곳에 축구 경기를 열고자 했다. 미어스 형제는 셀틱 파크를 디자인한 건축가인 아치볼드 리치에게 새 경기장의 디자인을 부탁하였다. 대부분의 축구팀이 창단을 먼저 한 뒤 경기장을 구하는 것과는 달리, 첼시는 스탬퍼드 브리지를 위해 팀을 창단한 것이다.
초기 스탬퍼드 브리지는 그릇 모양의 둥근 형태를 취하고 있었으며, 오직 한 쪽면만 지붕으로 덮여있었다. 수용인원은 10만 명이었다. 1930년대 초반의 경기장은 남쪽 지붕의 1/5 가량이 테라스 형태로 둘러싸인 모습을 취하고 있었는데, 이 부분은 훗날 "셰드 엔드"("Shed End")로 불리게 되었다. 이 곳은 1960년에서 80년대 사이 일부 열성적인 서포터들이 요란한 응원을 펼친 곳이기도 하다.
1970년대 초반, 구단은 클럽 현대화 작업의 일환으로 5만석 규모의 경기장 개축을 계획하였다. 사업은 1972년 동쪽 스탠드 개축을 시작으로 순차적으로 진행될 예정이었으나, 이는 결국 팀을 파산 위기에 봉착하게 했고, 일부 부지가 부동산 개발업자들에게 자유 보유 부지로 넘어가면서 실패로 끝이 나고 말았다. 경기장 현대화 작업은 1990년대 중반, 오랜 법정 공방 끝에 경기장 내 모든 부지들이 다시 구단의 소유가 된 이후에야 재개될 수 있었다. 2001년 경기장의 북쪽, 서쪽, 남쪽 객석은 모두 좌석화되었으며, 필드에도 좀 더 가까워지게 되었다.
켄 베이츠가 구단주로 취임한 이후 스탬퍼드 브리지는 좀 더 많은 시설을 갖추게 되었는데, 경기장 안에 두개의 호텔과 아파트, 바, 레스토랑, 첼시 메가스토어와 같은 편의 및 관광 시설이 들어섰다. 그러나 2003년 로만 아브라모비치의 인수 이전까지 이러한 시설들을 통해 관련 수입을 올리려던 본래의 의도는 큰 성과를 거두지 못했으며, "첼시 빌리지"를 건설하는데 주안점을 두었던 이 계획은 로만의 인수 이후 다시 "첼시 풋볼 클럽"에 초점을 맞춘 계획으로 변경되었다.
첼시의 연습 구장은 코범에 위치해 있는데 2004년부터 사용되었다. 해링턴에 위치한 전 연습 구장은 2005년 퀸즈 파크 레인저스 FC에 매각하였다. 코범 연습 구장의 모든 시설물은 2007년에 완공되었다.
한편 스탬퍼드 브리지는 여러 종류의 스포츠 경기를 개최하기도 하였다. 1920년부터 1922년까지 FA컵 결승 경기를 개최했고, 10번의 FA컵 준결승, 10번의 채리티 실드 경기, 3번의 잉글랜드 축구 국가대표팀 경기를 치렀다. 2013년에는 UEFA 여자 챔피언스리그 결승전을 치르기도 했다.
1905년에는 럭비 경기를 위해 사용된 적이 있으며, 1914년에는 뉴욕 자이언츠와 시카고 화이트 삭스의 야구 경기를 개최한 적이 있다. 이 경기장은 1918년 지미 와일드와 조 콘의 복싱 플라이급 챔피언전 대결을 치르기도 하였다. 또 런닝 트랙은 1928년과 1923년 사이 더트 트랙 레이싱(자동차 경주의 한 종류)을, 1933년부터 1968년까지 그레이하운드 경기를, 1948년에는 소형 자동차 경주 대회를 개최하였다. 1980년, 스탬퍼드 브리지는 에섹스와 웨스트 인디의 국제 크리켓 경기를 개최하기도 하였다.

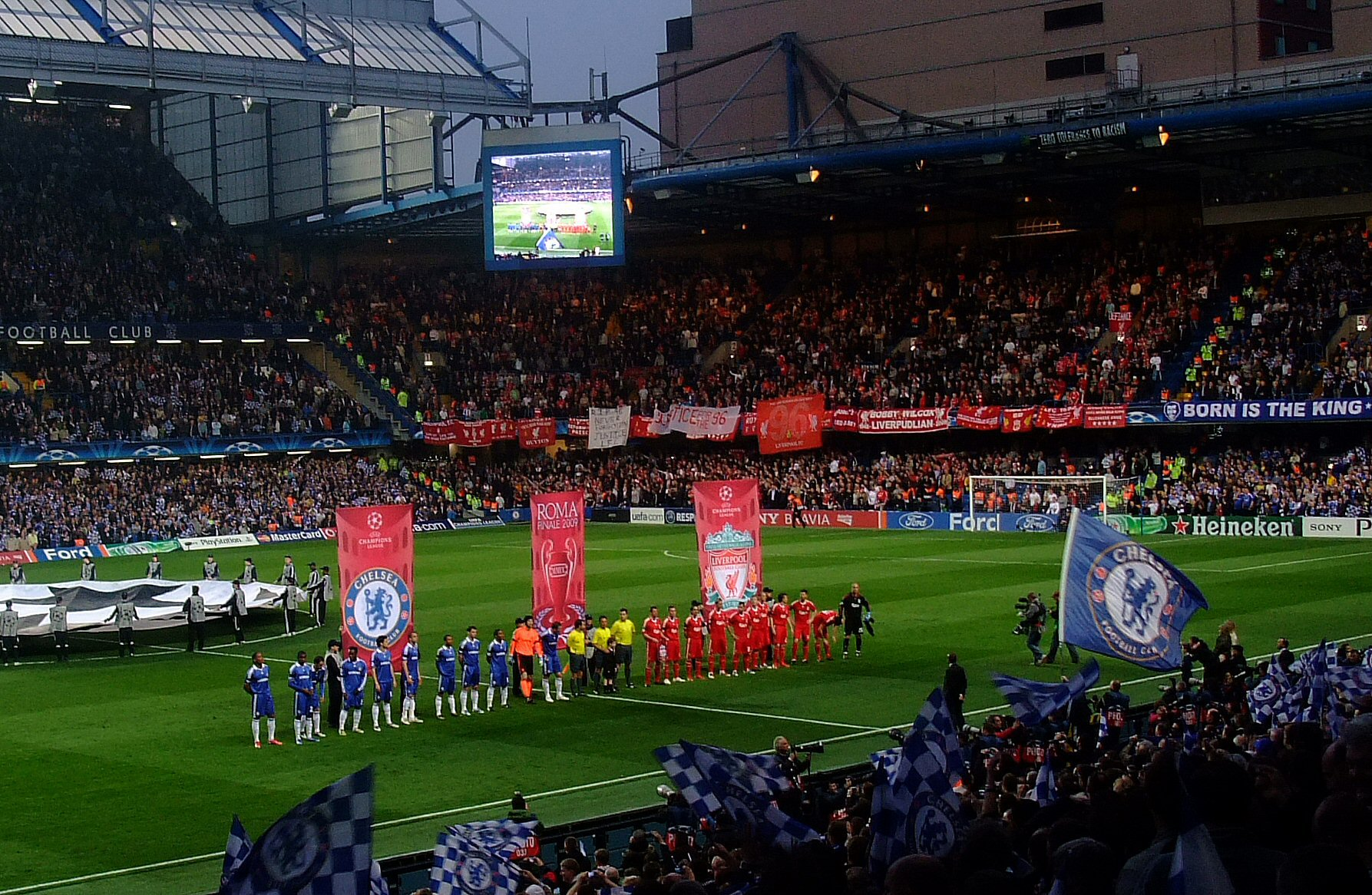
경기장 서쪽에서 본 스탬퍼드 브리지.

현재 스탬퍼드 브리지의 부동산 자유 보유권, 축구장, 개찰구, 첼시의 구단 명칭에 관한 권리는 팬들이 주주로 공동 참여하는 비영리 단체인 첼시 피치 오너스(Chelsea Pitch Owners)가 소유하고 있다. CPO는 1993년 경기장이 부동산 개발업자들에게 다시금 넘어가는 일이 없게 하기 위해 결성되었다. 또한 이들은 첼시라는 이름을 사용하는 이상 팀은 스탬퍼드 브리지에서 경기를 치러야하며, 만일 구장을 옮길 시 팀의 이름을 반납해야 한다는 원칙을 가지고 있다.
2011년 10월, 구단에서는 CPO 주주들이 소유한 스탬퍼드 브리지의 소유권을 매입 · 처분 뒤 새롭고 큰 경기장으로의 이전을 추진하였으나, 이 제안은 CPO에서 거부되었다. 2012년 5월, 첼시 구단측은 6만석 규모의 경기장 개발을 위하여 배터시 발전소 (Battersea power station) 부지 입찰을 제의하였으나, 말레이시아의 한 컨소시엄으로 인해 무산되었다.
2015년 7월, 구단에서는 스탬퍼드 브리지를 6만여 명 규모로 증축하는 방안을 발표하였다.

## 문양과 유니폼

### 문양
첼시의 문양(文樣, Crest)은 역대로 4차례에 걸쳐 변경되었다. 1905년 초창기 첼시의 설립자들은 "첼시 펜셔너"("Chelsea pensioner")의 이미지에서 착안한 문양을 그들의 첫 공식 문양으로 채택하였다. 첼시의 별명 중 하나인 "펜셔너즈"("The Pensioners")는 여기에서 유래된 것으로서, 이 문양은 대략 반세기 동안 사용되었다. 1952년 테드 드레이크는 클럽 현대화 작업의 일환으로 기존의 펜셔너 휘장을 대신할 새 문양의 채택을 건의하였고, 이는 곧 받아들여졌다.
그러나 팀의 이니셜인 C.F.C.를 포함한 새 문양은 1년밖에 사용되지 못했다. 1953년 첼시의 문양은 다시 바뀌게 되었다. 새 문양은 수직으로 일어서 있는 파란색 사자가 뒤를 보면서 봉을 잡고 있는 모양이었으며, 이것은 약 30년간 사용되었다. 이 문양은 첼시 메트로폴리탄 자치구(런던 내의 메트로폴리탄 자치구는 1965년에 폐지되었다.)의 문장에서 영향을 받았으며, 사자는 클럽 회장이자 첼시 자작이었던 윌리엄 캐도건(William Cadogan) 백작의 문장에서, 지팡이는 웨스트민스터 사원 대수도원장의 그것에서 따온 것이다. 3개의 장미는 잉글랜드를, 2개의 공은 축구를 상징한다. 이 문양은 1960년대 초반부터 유니폼 위에 새겨졌다.
1986년에는 새로운 문양이 채택되었다. 새로운 문양의 모습은 기존의 수직으로 일어선 사자의 모습 대신 C.F.C. 이니셜 위에 있는 사자의 모습을 형상화했다. 또한 사자의 색깔도 파란색이 아닌 노란색 사자였으며. 이것은 19년간 첼시의 문양으로 지속되어 왔다.
창단 100주년인 2005년, 옛 문양을 되살리자는 다수 팬들의 요구에 힘입어 새 문양이 도입되었다. 이는 1953년의 그것을 개량한 형태이며, 2005-06시즌의 개막과 동시에 공식 문양으로 채택되어 현재까지 사용되고 있다.

### 유니폼
첼시의 홈 유니폼은 파란색을 바탕으로 한다. 그러나 창단 초기의 홈 유니폼은 지금과는 달리 밝은 청록색(당시 첼시의 회장이었던 캐도건 백작의 기수복 색)의 셔츠, 하얀색의 바지, 검은색 혹은 진청색의 양말로 구성되어있었다. 단 상대가 하얀색 유니폼을 입거나 양말이 하얀색이 같을경우 양말도 파란색을 착용한다. 셔츠의 색은 1912년 로열 블루로 변경되었다. 1960년대 초반 새로이 감독으로 부임한 토미 도허티는 첼시는 유니폼을 다시 한 번 바꾸었는데, 그는 상 · 하의를 모두 파란색으로 통일하였고, 양말은 하얀색으로 변경하였다. 그것은 팀의 특징을 더 돋보이게 해주었고, 이 유니폼은 1964-65시즌에 첫 선을 보였다. 첼시의 이러한 홈 유니폼 형식은 파란 양말을 착용한 1985년부터 1992년에 이르는 기간을 제외하곤 줄 곧 유지되었다. 단 상대가 하얀색 유니폼 하얀색 양말이 같은경우 파란색 양말을 착용한다.
첼시의 원정 유니폼은 대체로 노란색 또는 파란 줄무늬가 가미된 하얀색을 바탕으로 한다. 최근에는 검은색이나 진청색의 원정 유니폼을 착용하기도 한다. 다른 팀들과 마찬가지로 첼시에도 다소 특이한 색상이나 디자인을 지닌 원정 유니폼들이 있었다. 1966년 FA컵 준결승전에서 첼시 선수들은 도허티의 지령에 따라 파란 바탕에 검은 줄무늬가 가미된 유니폼을 착용하였다. 이는 인테르 밀란의 그것에서 영향을 받은 것이었다. 1970년대 중반에는 헝가리 축구 국가대표팀의 1950년대 유니폼에서 영감을 받은 빨간색 · 하얀색 · 초록색의 원정 유니폼을 착용하기도 하였다. 또 다른 원정 유니폼으로는 옥색 줄무늬가 있던 1980년대의 유니폼과 빨간색과 하얀색이 대조된 1990년대 초반의 유니폼, 탕헤르 오렌지색과 흑회색 줄무늬가 추가된 1990년대 중반의 유니폼, 그리고 노란색 야광빛을 띤 2007-08시즌의 원정 유니폼 등이 있다.

## 서포터

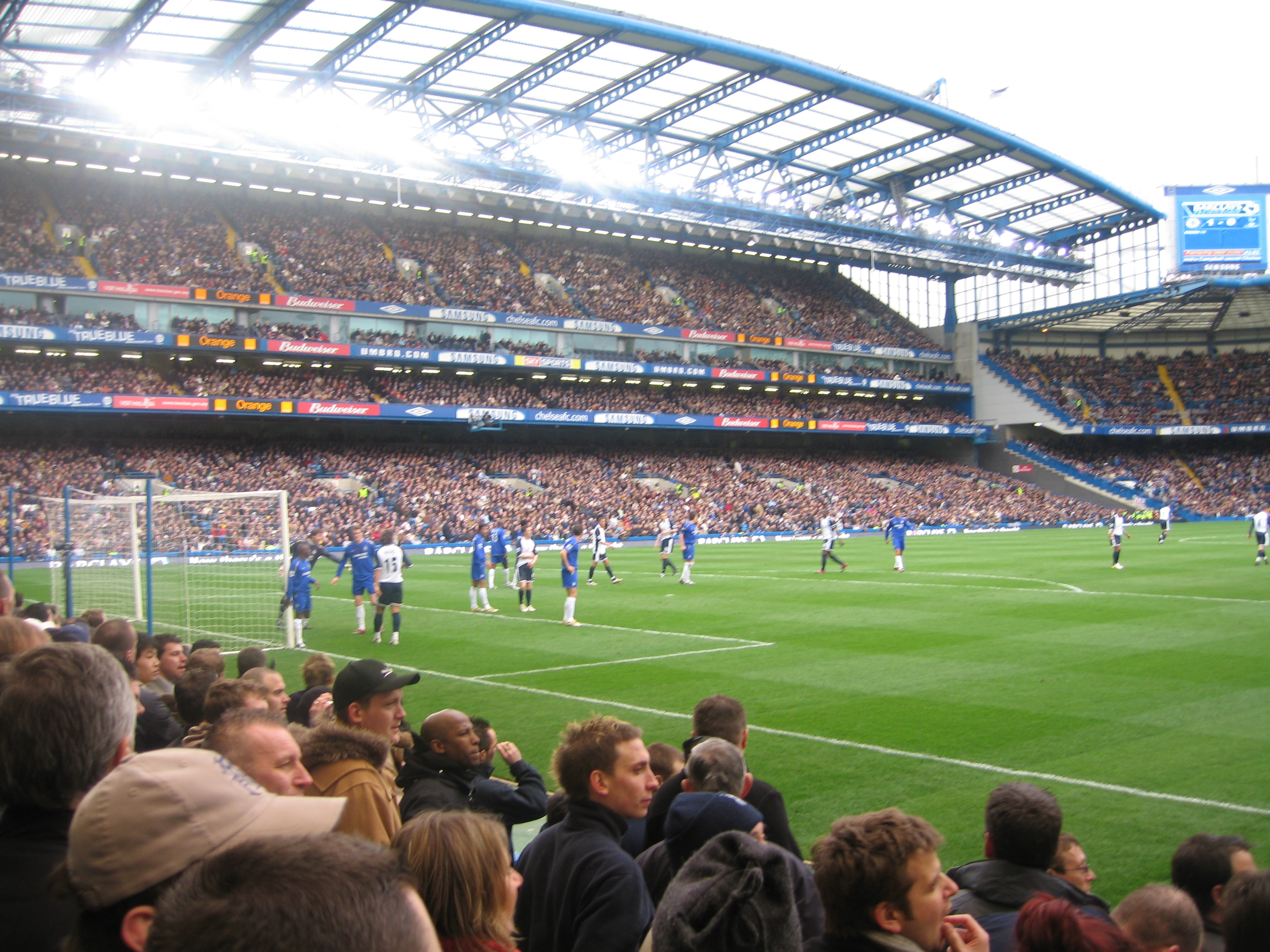
2006년 3월 11일, 토트넘 홋스퍼전에서의 첼시 팬들.

첼시는 전 세계적으로 많은 서포터를 가진 축구 클럽 중 하나이다. 첼시는 잉글랜드 내에서 다섯째로 많은 서포터를 보유하고 있다. 2014-15시즌에는 경기당 평균 41,546명의 관중이 들어왔는데, 이는 프리미어리그에서 7번째로 높은 규모이다. 첼시의 전통적인 팬 기반은 그레이터런던내의 대장장이와 같은 노동자 계급과 부유한 지역인 배터시, 첼시와 켄징턴, 그리고 홈 컨트리(런던을 둘러싸고 있는 지역을 뜻한다.)로부터 오는 사람들이다. 현재는 여기에 영국 전역과 세계 각지의 팬들이 더해졌다.
2007년부터 2012년까지 첼시의 유니폼 레플리카 판매량은 연평균 91만여 벌을 기록하였는데, 이는 세계에서 4번째로 높은 판매량이다. 첼시의 공식 트위터 팔로워는 600만 명 이상이며, 이는 세계에서 5번째로 높은 수치이다.
첼시의 서포터들은 다른 팀과 마찬가지로 그들만의 응원가를 가지고 있는데, "캐어프리"("Carefree", "로드 오브 댄스"("Lord of the Dance")를 개사함)나, "텐 맨 웬트 투 모우"("Ten Men Went to Mow"), "위 올 팔로우 더 첼시"("We All Follow the Chelsea", "희망과 영광의 땅"을 개사함), "지가 자가"("Zigga Zagga") 등이 바로 그것이다.
1970년대와 1980년대, 일부 첼시 서포터가 훌리건이 되기도 하였는데, 첼시의 훌리건은 “첼시 헤드헌터스”(Chelsea Headhunters)로 불리며, 웨스트 햄 유나이티드의 “인터 시티 펌”(Inter City Firm)과 밀월의 “밀월 부시워커스”(Millwall Bushwackers)와 함께 난폭한 행동으로 악명이 높았다. 1980년대 이러한 훌리건 집단의 난동은 켄 베이츠 회장의 전기 담장 설치 제안으로 이어졌다. 그러나 런던시 의회는 이 제안을 기각하였다. 1990년 이래로 군중들의 난동이 거의 사라졌는데, 이는 경찰의 엄격한 통제와 경기장 내의 CCTV 설치 그리고 전 관중석의 좌석화가 주된 요인으로 보인다.
홈 오피스 (Home Office)의 통계에 따르면, 2009-10시즌에만 126명의 첼시 팬이 구속되었는데, 이는 잉글랜드에서 3번째로 높은 수치이다. 이 중 27명이 경기장 입장을 금지 당하였는데, 이것은 또한 잉글랜드에서 5번째로 높은 수치이기도 하다.

### 경쟁의식과 더비 매치
첼시는 북런던의 두 클럽인 아스널 및 토트넘과 경쟁의식을 갖고 있다.
1960년대와 1970년대 가장 큰 라이벌이었던 리즈 유나이티드와의 경기는 항상 열기와 논쟁이 많았는데, 특히 1970년 FA컵 결승이 그러했다. 최근에는 리버풀과의 경쟁의식이 성장하였는데, 이는 컵 경기에서 첼시와 리버풀이 자주 상대하게 되었기 때문이다. 이에 비해 서런던 더비라 불리는 첼시의 지역 더비는 머지사이드 더비나 북런던 더비와 같이 큰 규모로 여겨지지는 않는다. 왜냐하면 첼시와 풀럼, 퀸즈 파크 레인저스는 첼시와 오랫동안 다른 디비전에 속해있던 경우가 많았기 때문이다.
2004년, Planetfootball.com의 조사에 따르면 첼시 팬들이 자신들의 주된 라이벌로 생각하는 팀은 아스널과 토트넘 홋스퍼 그리고 맨체스터 유나이티드였다.(순서대로) 같은 조사에 따르면, 아스널 · 풀럼 · 리즈 · QPR · 토트넘 · 웨스트 햄의 팬들은 첼시를 그들의 주요 라이벌 중 하나로 꼽았다.

## 우승 기록

### 국내 대회

#### 리그
- 풋볼 리그 1부/프리미어리그[주 2]

● 우승 (6): 1954-55, 2004-05, 2005-06, 2009-10, 2014-15, 2016-17
● 준우승 (4): 2003-04, 2006-07, 2007-08, 2010-11
- 풋볼 리그 2부[주 2]

● 우승 (2): 1983-84, 1988-89
● 준우승 (5): 1906-07, 1911-12, 1929-30, 1962-63, 1976-77

#### 컵
- FA컵

● 우승 (8): 1969-70, 1996-97, 1999-2000, 2006-07, 2008-09, 2009-10, 2011-12, 2017-18
● 준우승 (8): 1914-15, 1966-67, 1993-94, 2001-02, 2016-17, 2019-20, 2020-21, 2021-22
- EFL컵

● 우승 (5): 1964-65, 1997-98, 2004-05, 2006-07, 2014-15
● 준우승 (5): 1971-72, 2007-08, 2018-19, 2021-22, 2023-24
- FA 커뮤니티 실드

● 우승 (4): 1955, 2000, 2005, 2009
● 준우승 (9): 1970, 1997, 2006, 2007, 2010, 2012, 2015, 2017, 2018
- 풀 멤버스 컵 (현재 폐지)

● 우승 (2): 1985-86, 1989-90

### 국제 대회

#### 유럽 대회
- UEFA 챔피언스리그

● 우승 (2): 2011-12, 2020-21
● 준우승 (1): 2007-08
- UEFA 유로파리그

● 우승 (2): 2012-13, 2018-19
- UEFA 컨퍼런스리그

● 우승 (1): 2024-25
- UEFA 컵위너스컵 (현재 폐지)

● 우승 (2): 1970-71, 1997-98
- UEFA 슈퍼컵

● 우승 (2): 1998, 2021
● 준우승 (3): 2012, 2013, 2019

#### 세계 대회
- FIFA 클럽 월드컵

● 우승 (1): 2025
- FIFA 인터콘티넨털컵

● 우승 (1): 2021
● 준우승 (1): 2012

## 기록과 통계

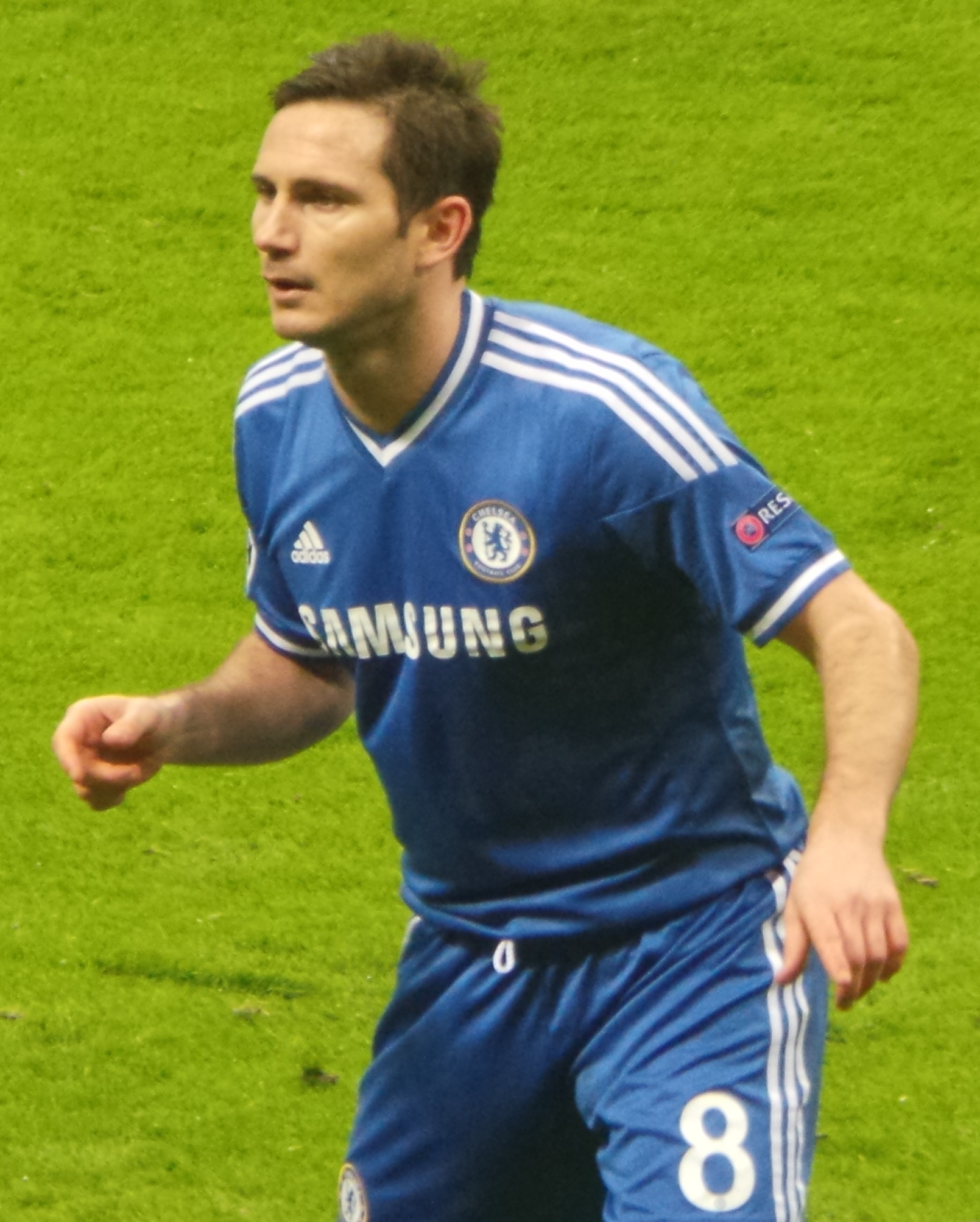
프랭크 램퍼드는 첼시 선수 중 가장 많은 골을 기록한 선수이다.

첼시에서 경기 출전 횟수가 가장 많은 선수는 1961년에서 1980년까지 795경기를 뛴 론 해리스이다. 이 기록은 최근까지도 깨지지 않고 있다. 골키퍼 중 가장 많이 경기에 출전한 선수는 해리스와 같은 시대에 729경기에 출전한 피터 보네티이다(1959-1979년). 프랭크 램퍼드는 첼시 선수 중 국가대표팀 경기에서 가장 많이 출전한 선수이다.(첼시 선수 시절에만 101 경기)
프랭크 램퍼드는 또한 역대 첼시 선수 중 가장 많은 골을 기록한 선수이다.(648경기 211골, 2001-2014년) 이는 바비 텀블링이 1959년에서 1970년까지 370경기에 출전하여 202골을 기록한 것을 뛰어넘은 것이다.
오직 9명의 선수만이 첼시에서 100골 이상의 기록을 가지고 있는데, 그들은 조지 힐스던(1906-12년)을 비롯하여 조지 밀스(1929-39년), 로이 벤틀리(1948-56년), 지미 그리브스(1957-61년), 피터 오스굿(1964-74년 및 1978-79년), 케리 딕슨(1983-92년), 디디에 드로그바(2004-12년과 2014-15년), 그리고 앞서 말한 프랭크 램퍼드와 바비 텀블링이다. 이 중 지미 그리브스는 한 시즌 최다 득점 기록을 가지고 있다.(43골, 1960-61시즌)
첼시의 한 경기 최다 점수 차 승리는 13-0으로 1971 유러피언 컵위너스컵에서 UN 카에렝 97과 경기를 치렀으며, 1-2차전 총합으로는 21-0을 기록하였다. 리그에서는 2010년 위건과 2012년 애스턴 빌라를 8-0으로 이긴 전적이 있다. 최다 점수 차 패배는 1953년 울버햄프턴 원더러스와의 경기로 결과는 1-8이었다.
공식 기록상 스탬퍼드 브리지의 최다 관중 수는 1935년 10월 12일에 열린 아스널과의 디비전 1 경기에서 기록한 82,905명이다. 그러나 비공식 최다 관중 기록은 1945년에 열린 디나모 모스크바와의 경기로 10만여 명이 입장하였다. 이 경기의 공식 관중 수는 74,496명이지만, 불법 난입으로 인해 수 천 명 이상의 관중들이 난입했다. 현재 스탬퍼드 브리지의 공식 수용인원은 41,663명이다.
첼시는 프리미어리그에서 최고에 해당하는 기록을 일부 보유하고 있다. 한 시즌 리그 최소 실점(15골), 최다 클린시트(25경기), 연속 클린시트(10경기)를 2004-05시즌에, 리그 개막부터 6경기 연속 클린시트를 2005-06시즌에 기록했다. 또한 첼시는 잉글랜드에서 가장 긴 홈경기 무패 행진을 기록하고 있다. 첼시는 2007년 8월 12일, 리버풀이 1978년부터 1980년 사이에 세웠던 홈 63경기 무패 행진의 기록을 갈아치웠다. 첼시의 홈경기 무패 행진은 86경기까지 이어졌으며, 이 기록은 2008년 10월 26일 첼시가 리버풀에게 1-0으로 패하면서 무너졌다.
2018년 8월, 아틀레틱 빌바오에서 영입한 케파 아리사발라가의 이적료는 7,160만 파운드로 이는 구단 내 최고 영입 금액이며, 구단 내 최고 방출 금액은 파리 생제르망으로 이적한 다비드 루이스의 이적료로 5,000만 파운드이다.
1928년 8월 25일, 스완지 타운전에서 첼시 선수들은 잉글랜드 최초로 등번호를 새긴 셔츠를 착용하고 경기를 치렀다. (같은 날 아스널 선수들도 셰필드 웬즈데이전에 숫자를 새긴 셔츠를 입었다.) 첼시는 1957년 4월 19일 뉴캐슬 유나이티드와의 원정 경기에서 잉글랜드 클럽 중 최초로 비행기로 다른 지역으로 이동하여 경기를 치른 팀이다. 또한 첼시는 1999년 12월 26일, 사우스햄턴과의 프리미어리그 경기에서 잉글랜드나 아일랜드 출신의 선수가 단 한 명도 포함되지 않은 출전선수 명단을 내보낸 적이 있다.
2007년 5월 19일 그들은 신(新) 웸블리 경기장에서 최초로 FA컵을 우승하는 팀이 되었으며 구(舊) 웸블리 경기장에서 마지막으로 이긴 팀이기도 하다.
2007-08시즌의 종료 이후, 첼시는 UEFA 클럽 랭킹에서 가장 순위가 높은 클럽이 되었다. 이 또한 21세기 이후 잉글랜드 클럽이 차지한 최초의 타이틀이기도 하다. 2012년에는 UEFA 챔피언스리그 결승전에서 FC 바이에른 뮌헨을 꺾고 우승을 차지했는데, 이는 런던의 축구팀으로서는 최초의 대회 우승이다. 또한 다음 시즌 UEFA 유로파리그에서의 우승으로 첼시는 UEFA가 주관하는 3개의 주요 대회에서 모두 우승을 거둔 네 번째 구단이 되었다.

## 재정 상태와 소유권
| 년도      | 셔츠 제작사       | 셔츠 스폰서      | 셔츠 스폰서 (슬리브) |
| --------- | ----------------- | ---------------- | -------------------- |
| 1975–1981 | 엄브로            | 없음             | 없음                 |
| 1981–1983 | 르꼬끄 스포르티브 | 없음             | 없음                 |
| 1983–1984 | 르꼬끄 스포르티브 | 걸프 항공        | 없음                 |
| 1984–1986 | 르꼬끄 스포르티브 | 없음             | 없음                 |
| 1986–1987 | 첼시 콜렉션       | 없음             | 없음                 |
| 1987–1993 | 엄브로            | 코모도어         | 없음                 |
| 1993–1994 | 엄브로            | 아미가           | 없음                 |
| 1994–1997 | 엄브로            | 쿨스             | 없음                 |
| 1997–2001 | 엄브로            | 오토글래스       | 없음                 |
| 2001–2005 | 엄브로            | 에미레이트 항공  | 없음                 |
| 2005–2006 | 엄브로            | 삼성 모바일      | 없음                 |
| 2006–2008 | 아디다스          | 삼성 모바일      | 없음                 |
| 2008–2015 | 아디다스          | 삼성             | 없음                 |
| 2015–2017 | 아디다스          | 요코하마 타이어  | 없음                 |
| 2017–2018 | 나이키            | 요코하마 타이어  | 앨리언스 타이어      |
| 2018–2020 | 나이키            | 요코하마 타이어  | 현대자동차           |
| 2020–2023 | 나이키            | 3                | 현대자동차           |
| 2022–2023 | 나이키            | WhaleFin         |                      |
| 2023–2024 | 나이키            | Infinite Athlete | BingX                |
| 2024–2025 | 나이키            | –                | Fever                |
| 2025      | 나이키            | DAMAC            | 라이브 네이션        |
| 2025–     | 나이키            | –                | –                    |

첼시는 1905년 거스 미어스에 의해 창단되었다. 1912년 거스 미어스가 사망한 이후, 그의 후손들이 클럽을 소유했으며, 이는 켄 베이츠가 거스 미어스의 종손인 브라이언 미어스에게 단 1파운드의 금액으로 클럽의 소유권을 사들인 1982년까지 계속되었다. 베이츠는 1996년 3월 구단의 지배지분을 런던주식거래소의 대체투자시장(AIM)에 상장하였다.
2003년 7월, 로만 아브라모비치는 베이츠의 지분 29.5%를 포함한 첼시 빌리지 plc의 주식자본을 3천만 파운드에 매수하고, 그로부터 수 주 동안 나머지 12,000여 명의 주주로부터 35%의 지분을 사들였다. 로만이 첼시를 인수하는 데 들인 총 금액은 1억 4천만 파운드로, 인수 당시 매튜 하딩의 부동산 (21%), BSkyB (9.9%), 그리고 다수의 국제 신탁 자산이 병존하였다. 구단 지분의 90%를 소유한 이후, 아브라모비치는 구단을 개인 소유화했고, 2003년 8월 22일 AIM에서 상장 폐지 하였다. 그는 곧이어 구단의 빚 8천만 파운드의 대부분을 지불하였다.
그 이후, 아브라모비치는 회사명을 "첼시 FC plc"로 변경하였고, 첼시는 그가 소유한 포드스탐 주식회사의 자회사로 들어가게 되었다. 2008년 이후 구단 측은 더 이상의 외채는 없다고 발표하였다. 2012년 11월, 첼시는 140만 파운드의 이윤을 내며 로만의 인수이후 최초로 흑자를 냈다고 발표하였다. 2014년 11월, 첼시는 1,840만 파운드의 순이익을 기록하며 로만의 인수 이후 가장 큰 흑자를 기록하였으며, 2012년 흑자 때의 10배가 넘는 순이익을 달성하였다.
2022년 5월 7일, 첼시 구단은 토드 보엘리, 마크 월터, 한스요르그 위스가 함께 하는 클리어레이크 컨소시엄에 매각되었다. 5월 22일, 영국 정부는 42.5억 파운드에 토트 보엘리가 이끄는 이 컨소시엄의 첼시 인수를 승인하였다. 5월 30일, 최종 매각이 완료되며 로만 아브라모비치의 19년 경영권은 종료되었다.

### 스폰서

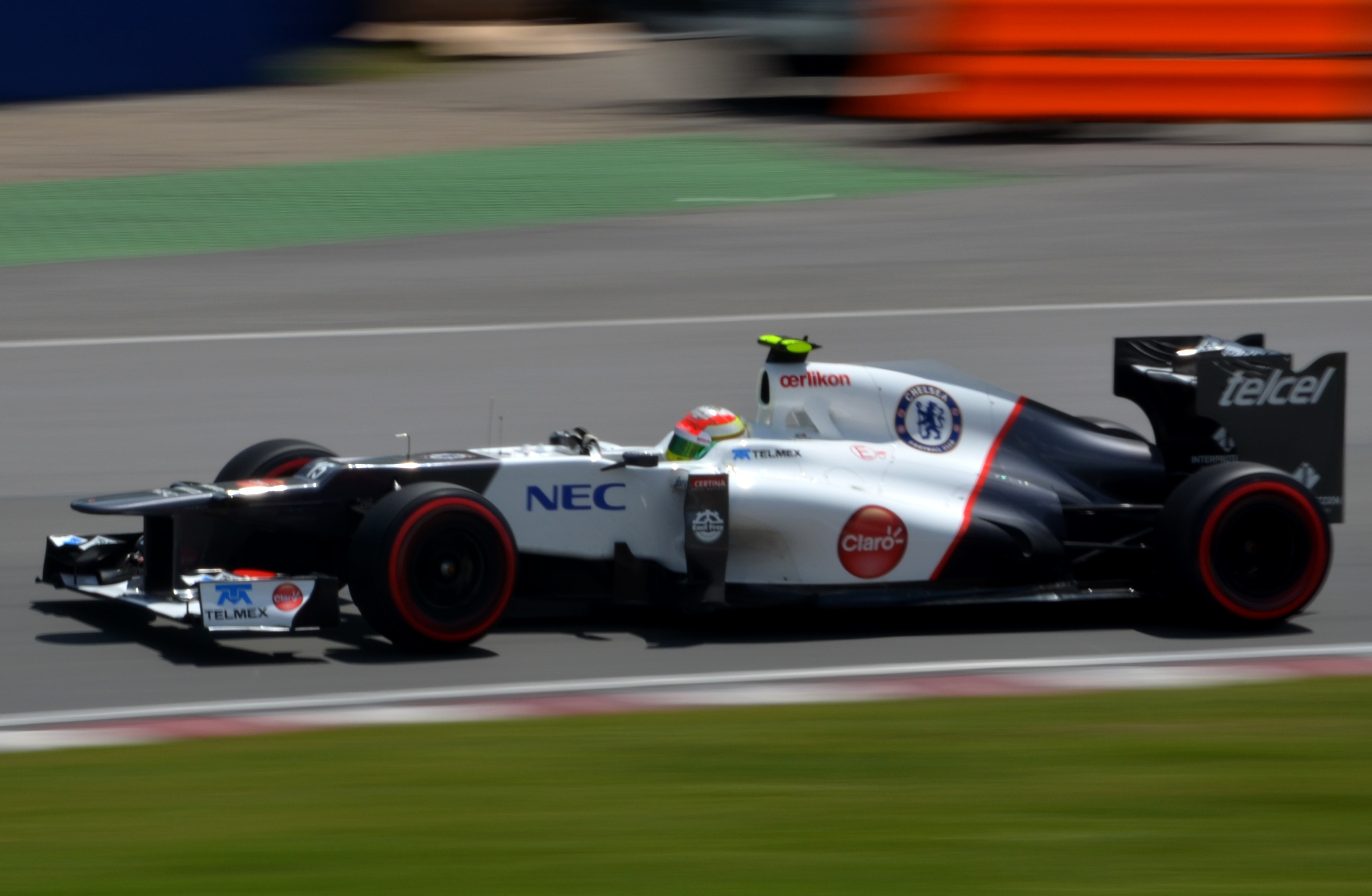
첼시의 엠블럼을 새긴 자우버 F1팀 차량.

현재 첼시의 유니폼 제작은 나이키가 맡고 있다. 아디다스는 2006년을 시작으로 2023년까지 첼시에 유니폼을 공급하기로 되어있었다. 그러나 첼시는 아디다스와 상호 합의 하에 계약을 해지하였고 2017-18시즌부터는 나이키의 유니폼을 착용하고 있다.
첼시의 첫 번째 셔츠 스폰서는 걸프 항공이었고, 1983-84시즌에 선보여졌다. 이후 첼시는 그랜지 팜스, 바이 린, 이탈리아의 스포츠 용품 회사인 시모드 등과 함께 스폰서 계약을 체결하였다. 1989년에는 유니폼 위에 컴퓨터 제조 회사인 코모도어 인터내셔널의 개인용 컴퓨터인 아미가를 새기기도 하였다. 이후 첼시의 스폰서는 1995년에서 1997년까지의 쿨스 맥주, 1997년에서 2001년까지의 오토글래스, 2001년에서 2005년까지의 에미레이트 항공, 2005년에서 2015년까지의 삼성이 있었다. 2015년 2월, 첼시는 요코하마 타이어와 메인 셔츠 스폰서 계약을 체결하였고, 이 계약으로 첼시는 요코하마 타이어로부터 연간 4천만 파운드의 후원을 받게 되었으며, 이는 5천만 파운드로 맨체스터 유나이티드를 후원하는 쉐보레에 이어 잉글랜드에서 2번째로 높은 금액이다.
첼시는 가즈프롬, 현대, 델타 항공, 카라바오, EA 스포츠 등과 스폰서십을 체결 중이다.

## 첼시와 대중문화
1930년 첼시는 초창기 축구 영화 중 하나인 《위대한 게임(The Great Game)》에 모습을 비췄다. 한 때 첼시의 중앙 공격수였던 잭 콕이 출연하였으며,(영화가 개봉될 당시엔 밀월 FC의 소속이었다.) 스탬퍼드 브리지의 필드를 비롯하여 이사회실과 탈의실도 이 영화에 잠시 나왔다. 또한 앤드류 윌슨, 조지 밀스, 샘 밀링턴 등의 당대 첼시의 선수들이 게스트로 출현하기도 했다. 한편, 첼시 헤드헌터스(Chelsea Headhunters)의 높은 악명 때문에 첼시는 《풋볼 팩토리(The Football Factory)》와 같은 훌리건 관련 영화에 등장하는 불명예를 안기도 하였다. 첼시는 또한 인도 영화인 Jhoom Barabar Jhoom에 등장하기도 한다. 한편, 1980년대의 TV 시리즈인 《수사관(Minder)》에서는 스탬퍼드 브리지에서 열린 첼시와 프레스턴 노스 엔드와의 실제 경기를 극 중의 한 장면으로 활용한 적이 있다.
1950년대까지 첼시는 풍자의 대상이 되었다. 그들의 낮은 성적은 조지 로비 같은 희극인에게 좋은 소재 거리가 되곤 했다. 심지어 희극 배우 노먼 롱의 1933년 작 노블티송인 "그 날이 오면 첼시는 우승으로 갈 것이다" ("On The Day That Chelsea Went and Won The Cup")에서 첼시는 리그에서 우승을 차지하는데, 이는 사실 첼시의 낮은 성적을 역설적으로 조롱한 것이다.
"블루 이즈 더 컬러"("Blue Is the Colour")는 1972년 리그 컵 결승전 경기를 앞두고 선수단이 직접 녹음한 곡으로 첼시의 첫 번째 공식 응원가로 지정되었다. 이 곡은 UK 싱글 차트 5위에 오르기도 하였다. 1997 FA컵 결승전 경기를 앞두고 가수 석스와 일부 첼시 선수들이 발표한 블루 데이("Blue Day")는 UK 차트에서 22위를 기록하였다. 가수 브라이언 애덤스는 첼시를 위해 자신의 앨범인 "18 Til I Die"에 수록된 "위 아 거너 윈"("We're Gonna Win")이라는 곡을 헌정하기도 하였다.

## 선수 명단

### 1군 선수 명단
2025년 6월 11일 기준
참고: FIFA 자격 규정에 따라 소속된 국가대표팀 국기를 표시합니다. 선수는 복수의 FIFA 비회원국 국적을 가지고 있을 수 있습니다.
| 번호 | 포지션 | 국적     | 이름                     |
| ---- | ------ | -------- | ------------------------ |
| 1    | GK     |          | 로베르트 산체스          |
| 3    | DF     |          | 마르크 쿠쿠레야          |
| 4    | DF     | 잉글랜드 | 토신 아다라비오요        |
| 5    | DF     |          | 브누아 바디아실          |
| 6    | DF     | 잉글랜드 | 리바이 콜윌              |
| 7    | FW     | 포르투갈 | 페드루 네투              |
| 8    | MF     |          | 엔소 페르난데스 (부주장) |
| 11   | FW     | 잉글랜드 | 노니 마두에케            |
| 12   | GK     |          | 필리프 예르겐센          |

| 번호 | 포지션 | 국적     | 이름                |
| ---- | ------ | -------- | ------------------- |
| 15   | FW     | 세네갈   | 니콜라 작송         |
| 18   | FW     |          | 크리스토페르 은쿤쿠 |
| 22   | MF     | 잉글랜드 | 키어넌 듀스버리홀   |
| 24   | DF     | 잉글랜드 | 리스 제임스 (주장)  |
| 25   | MF     | 에콰도르 | 모이세스 카이세도   |
| 27   | DF     |          | 말로 귀스토         |
| 29   | DF     |          | 웨슬리 포파나       |
| 37   | MF     | 잉글랜드 | 오마리 켈리먼       |
| 38   | FW     |          | 마르크 기우         |
| 45   | MF     |          | 로메오 라비아       |

### 기타 선수 명단
참고: FIFA 자격 규정에 따라 소속된 국가대표팀 국기를 표시합니다. 선수는 복수의 FIFA 비회원국 국적을 가지고 있을 수 있습니다.
| 번호 | 포지션 | 국적         | 이름          |
| ---- | ------ | ------------ | ------------- |
| —    | FW     | 코트디부아르 | 다트로 포파나 |

### 임대 선수 명단
|- class="vcard agent"
| style="text-align: center" | —
| style="text-align: center" | {{{포지션}}}
| style="padding-right:15px;" | 
| style="padding-right:15px;" |  

|- class="vcard agent"
| style="text-align: center" | —
| style="text-align: center" | GK
| style="padding-right:15px;" | 
| style="padding-right:15px;" | 에디 비치 (크롤리 타운으로 임대) 

|- class="vcard agent"
| style="text-align: center" | —
| style="text-align: center" | GK
| style="padding-right:15px;" | 
| style="padding-right:15px;" | 루크 캠벨 (헨던으로 임대) 

|- class="vcard agent"
| style="text-align: center" | —
| style="text-align: center" | GK
| style="padding-right:15px;" | 
| style="padding-right:15px;" | 테드 커드 (햄프턴 & 리치먼드버러로 임대) 

|- class="vcard agent"
| style="text-align: center" | —
| style="text-align: center" | GK
| style="padding-right:15px;" | 
| style="padding-right:15px;" | 조르제 페트로비치 (스트라스부르로 임대) 

|- class="vcard agent"
| style="text-align: center" | —
| style="text-align: center" | GK
| style="padding-right:15px;" | 
| style="padding-right:15px;" | 테디 샤먼로우 (동커스터 로버스로 임대) 

|- class="vcard agent"
| style="text-align: center" | —
| style="text-align: center" | GK
| style="padding-right:15px;" | 
| style="padding-right:15px;" | 가브리엘 슬로니나 (반즐리로 임대) 

|- class="vcard agent"
| style="text-align: center" | —
| style="text-align: center" | DF
| style="padding-right:15px;" | 
| style="padding-right:15px;" | 아론 안셀미노 (보카 주니어스로 임대) 

|- class="vcard agent"
| style="text-align: center" | —
| style="text-align: center" | DF
| style="padding-right:15px;" | 
| style="padding-right:15px;" | 트레보 찰로바 (크리스털 팰리스로 임대) 

|- class="vcard agent"
| style="text-align: center" | —
| style="text-align: center" | DF
| style="padding-right:15px;" | 
| style="padding-right:15px;" | 알피 길크리스트 (셰필드 유나이티드로 임대) 
|}
| style="background-color:#FFFFFF;vertical-align:top;"|
| 번호 | 포지션 | 국적     | 이름                                     |
| ---- | ------ | -------- | ---------------------------------------- |
| —    | DF     | 잉글랜드 | 바시르 험프리스 (번리로 임대)            |
| —    | DF     |          | 케일럽 와일리 (스트라스부르로 임대)      |
| —    | DF     | 잉글랜드 | 딜런 윌리엄스 (버턴 앨비언으로 임대)     |
| —    | MF     | 잉글랜드 | 레오 캐슬다인 (슈루즈베리 타운으로 임대) |
| —    | MF     |          | 안드레이 산투스 (스트라스부르로 임대)    |
| —    | MF     |          | 레슬리 우고추쿠 (사우샘프턴으로 임대)    |
| —    | FW     | 알바니아 | 아르만도 브로야 (에버턴으로 임대)        |
| —    | FW     | 잉글랜드 | 라힘 스털링 (아스널로 임대)              |
| —    | FW     | 잉글랜드 | 로니 스튜터 (버턴 앨비언으로 임대)       |

|}
출처: http://www.chelseafc.com/teams/on-loan-players.html

### 역대 첼시 올해의 선수 (1967-2025)
| 연도 | 수상자        |
| ---- | ------------- |
| 1967 | 피터 보네티   |
| 1968 | 찰리 쿠크     |
| 1969 | 데이비드 웹   |
| 1970 | 존 홀린스     |
| 1971 | 존 홀린스     |
| 1972 | 데이비드 웹   |
| 1973 | 피터 오스굿   |
| 1974 | 게리 로크     |
| 1975 | 찰리 쿠크     |
| 1976 | 레이 윌킨스   |
| 1977 | 레이 윌킨스   |
| 1978 | 미키 드로이   |
| 1979 | 토미 랭글리   |
| 1980 | 클리브 워커   |
| 1981 | 페타르 보로타 |

| 연도 | 수상자          |
| ---- | --------------- |
| 1982 | 마이크 필러리   |
| 1983 | 조이 존스       |
| 1984 | 팻 네빈         |
| 1985 | 데이비드 스피디 |
| 1986 | 에디 니에즈위키 |
| 1987 | 팻 네빈         |
| 1988 | 토니 도리고     |
| 1989 | 그레이엄 로버츠 |
| 1990 | 켄 몬쿠         |
| 1991 | 앤디 타운젠드   |
| 1992 | 폴 앨리엇       |
| 1993 | 프랭크 싱클레어 |
| 1994 | 스티브 클락     |
| 1995 | 에란드 욘센     |
| 1996 | 루트 굴리트     |

| 연도 | 수상자          |
| ---- | --------------- |
| 1997 | 마크 휴즈       |
| 1998 | 데니스 와이즈   |
| 1999 | 잔프랑코 졸라   |
| 2000 | 데니스 와이즈   |
| 2001 | 존 테리         |
| 2002 | 카를로 쿠디치니 |
| 2003 | 잔프랑코 졸라   |
| 2004 | 프랭크 램퍼드   |
| 2005 | 프랭크 램퍼드   |
| 2006 | 존 테리         |
| 2007 | 마이클 에시앙   |
| 2008 | 조 콜           |
| 2009 | 프랭크 램퍼드   |
| 2010 | 디디에 드로그바 |
| 2011 | 페트르 체흐     |

| 연도 | 수상자            |
| ---- | ----------------- |
| 2012 | 후안 마타         |
| 2013 | 후안 마타         |
| 2014 | 에덴 아자르       |
| 2015 | 에덴 아자르       |
| 2016 | 윌리앙            |
| 2017 | 에덴 아자르       |
| 2018 | 은골로 캉테       |
| 2019 | 에덴 아자르       |
| 2020 | 마테오 코바치치   |
| 2021 | 메이슨 마운트     |
| 2022 | 메이슨 마운트     |
| 2023 | 치아구 시우바     |
| 2024 | 콜 파머           |
| 2025 | 모이세스 카이세도 |

### 유명 선수
- 첼시 FC의 선수 목록

## 코칭 스태프
| 직위      | 이름          |
| --------- | ------------- |
| 감독      | 엔초 마레스카 |
| 수석 코치 | 윌리 카바예로 |

## 클럽 이사회
| 직위                            | 이름                        |
| ------------------------------- | --------------------------- |
| 회장                            | 토드 보엘리                 |
| 명예 회장                       | 리차드 아텐보로 (1923–2014) |
| 이사                            | 베다드 에그발리             |
| 이사                            | 호세 E. 펠라치아노          |
| 이사                            | 마크 월터                   |
| 이사                            | 한스요르그 위스             |
| 이사                            | 조나단 골드스테인           |
| 이사                            | 바바라 샤론                 |
| 이사                            | 다니엘 핑겔스타인           |
| 이사                            | 제임스 페이드               |
| 선임 고문                       | 브루스 벅                   |
| Director of Football Operations | 데이비드 버나드             |
| 클럽 엠버서더                   | 카를로 쿠디치니             |

## 감독 목록
| 이름               | 국적       | 재임 기간           | 우승 횟수                                                                         |
| ------------------ | ---------- | ------------------- | --------------------------------------------------------------------------------- |
| 테드 드레이크      | 잉글랜드   | 1952-1961           | 풋볼 리그 1부 (1) FA 채리티 실드 (1)                                              |
| 토미 도허티        | 스코틀랜드 | 1961-1967           | 풋볼 리그 컵 (1)                                                                  |
| 데이브 섹스턴      | 잉글랜드   | 1967-1974           | FA컵 (1) 유러피언 컵위너스컵 (1)                                                  |
| 존 닐              | 잉글랜드   | 1981-1985           | 풋볼 리그 2부 (1)                                                                 |
| 존 홀린스          | 잉글랜드   | 1985-1988           | 풀 멤버스 컵 (1)                                                                  |
| 바비 캠벨          | 잉글랜드   | 1988-1991           | 풋볼 리그 2부 (1) 풀 멤버스 컵 (1)                                                |
| 루드 굴리트        | 네덜란드   | 1996-1998           | FA컵 (1)                                                                          |
| 잔루카 비알리      | 이탈리아   | 1998-2000           | 풋볼 리그 컵 (1) UEFA 컵 위너스컵 (1) UEFA 슈퍼컵 (1) FA컵 (1) FA 채리티 실드 (1) |
| 조세 무리뉴        | 포르투갈   | 2004-2007 2013-2015 | 프리미어리그 (3) FA컵 (1) 풋볼 리그 컵 (3) FA 커뮤니티 실드 (1)                   |
| 거스 히딩크        | 네덜란드   | 2009 2015-2016      | FA컵 (1)                                                                          |
| 카를로 안첼로티    | 이탈리아   | 2009-2011           | 프리미어리그 (1) FA컵 (1) FA 커뮤니티 실드 (1)                                    |
| 로베르토 디 마테오 | 이탈리아   | 2012-2012           | UEFA 챔피언스리그 (1) FA컵 (1)                                                    |
| 라파엘 베니테즈    | 스페인     | 2012-2013           | UEFA 유로파리그 (1)                                                               |
| 안토니오 콘테      | 이탈리아   | 2016-2018           | 프리미어리그 (1) FA컵 (1)                                                         |
| 마우리치오 사리    | 이탈리아   | 2018-2019           | UEFA 유로파리그 (1)                                                               |
| 토마스 투헬        | 독일       | 2021-2022           | UEFA 챔피언스리그 (1) UEFA 슈퍼컵 (1) FIFA 클럽 월드컵 (1)                        |
| 엔초 마레스카      | 이탈리아   | 2024-               | UEFA 컨퍼런스리그 (1) FIFA 클럽 월드컵 (1)                                        |

## 같이 보기
- 프리미어리그
- 첼시 FC 위민
- 로만 아브라모비치
- 조세 무리뉴

### 내용주
1. 1 2  2022년 첼시가 FIFA 인터콘티넨털컵 우승을 차지했을 때 대회의 이름은 2021 FIFA 클럽 월드컵이었다.
2. 1 2  1992년, 출범과 동시에 프리미어리그는 잉글랜드 축구 시스템상 잉글랜드 리그 우승 팀을 배출하는 최상위 리그가 되었다. 자동적으로 기존에 잉글랜드 최상위 리그였던 풋볼 리그 1부는 2부 리그를, 2부 리그였던 풋볼 리그 2부는 3부 리그를 담당하게 되었다. 이후 2004년에 2부 리그는 EFL 챔피언십으로, 3부 리그는 EFL 리그 원으로 개편되었다.

### 참조주
1. 1 2 3  (영어) “General Club Information”. 첼시 FC 공식 웹사이트.
2. ↑  (영어) “Chelsea F.C.”. 《Chelsea F.C.》. 2023년 4월 12일.
3. ↑  “트로피 캐비넷”. 첼시 FC 한국어 공식 웹사이트. 2016년 2월 23일에 원본 문서에서 보존된 문서. 2016년 2월 7일에 확인함.
4. ↑  (영어)“Men's trophy cabinet”.
5. 1 2  (영어) “Chelsea win breaks London duck”. 《Union of European Football Associations》. 2012년 5월 20일. 2012년 5월 20일에 확인함.
6. 1 2  (영어) “Chelsea complete set of UEFA club trophies”. UEFA. 2025년 5월 28일.
7. ↑  (영어) “Chelsea centenary crest unveiled”. BBC. 2004년 11월 12일. 2007년 1월 2일에 확인함.
8. 1 2  (영어) “Attendances (at home)”. Soccerstats.com. 2017년 5월 28일에 원본 문서에서 보존된 문서. 2015년 8월 6일에 확인함.
9. ↑  (영어) Ozanian, Mike (2016년 5월 11일). “The World's Most Valuable Soccer Teams 2016”. 《Forbes》. 2016년 5월 12일에 확인함.
10. 1 2  (영어) “Russian businessman buys Chelsea”. 《BBC Sport》. 2013년 7월 2일. 2013년 2월 11일에 확인함.
11. ↑  (영어) Glanvill (2006). 《Chelsea FC: The Official Biography》. 55쪽.
12. ↑  (영어) “The Birth of a Club”. 첼시 FC 공식 웹사이트. 2004년 9월 30일. 2015년 12월 18일에 원본 문서에서 보존된 문서. 2015년 12월 16일에 확인함.
13. ↑  (영어) “Team History – 1905–29”. 첼시 FC 공식 웹사이트. 2011년 7월 18일에 원본 문서에서 보존된 문서. 2014년 4월 23일에 확인함.
14. 1 2  (영어) Brian Glanville (2004년 1월 10일). “Little sign of change for Chelsea and their impossible dreams”. 《The Times》. UK. 2011년 9월 26일에 원본 문서에서 보존된 문서. 2009년 3월 15일에 확인함.(등록 필요)
15. ↑  김덕중 (2005년 5월 1일). “첼시, 침체와 부흥의 100년 역사”. 《마이데일리》. 2005년 5월 1일에 확인함.
16. ↑  “퍼스트 디비전 챔피언십: 1954/55”. 첼시 FC 한국어 공식 웹사이트. 2016년 2월 7일에 원본 문서에서 보존된 문서. 2016년 2월 7일에 확인함.
17. ↑  (영어) Brian Glanville (2005년 4월 27일). “The great Chelsea surrender”. 《The Times》. UK. 2006년 12월 29일에 확인함. (등록 필요)
18. ↑  (영어) Glanvill, Rick (2006). 《Chelsea FC: The Official Biography – The Definitive Story of the First 100 Years》. Headline Book Publishing Ltd. 196쪽. ISBN 978-0-7553-1466-9.
19. ↑  “리그 컵: 1965”. 첼시 FC 한국어 공식 웹사이트. 2016년 2월 7일에 원본 문서에서 보존된 문서. 2016년 2월 7일에 확인함.
20. ↑  “FA 컵: 1970”. 첼시 FC 한국어 공식 웹사이트. 2016년 2월 14일에 원본 문서에서 보존된 문서. 2016년 2월 7일에 확인함.
21. ↑  “UEFA 컵 위너스 컵: 1970/71”. 첼시 FC 한국어 공식 웹사이트. 2016년 2월 14일에 원본 문서에서 보존된 문서. 2016년 2월 7일에 확인함.
22. ↑  (영어) Glanvill (2006). 《Chelsea FC: The Official Biography》. 84–87쪽.
23. ↑  (영어) Glanvill (2006). 《Chelsea FC: The Official Biography》. 143–157쪽.
24. ↑  (영어) Glanvill (2006). 《Chelsea FC: The Official Biography》. 89–90쪽.
25. ↑  “세컨드 디비전 챔피언십: 1983/84”. 첼시 FC 한국어 공식 웹사이트. 2016년 2월 7일에 원본 문서에서 보존된 문서. 2016년 2월 7일에 확인함.
26. ↑  “세컨드 디비전 챔피언십: 1988/89”. 첼시 FC 한국어 공식 웹사이트. 2016년 2월 7일에 원본 문서에서 보존된 문서. 2016년 2월 7일에 확인함.
27. ↑  (영어) Glanvill (2006). 《Chelsea FC: The Official Biography》. 90–91쪽.
28. ↑  “FA 컵: 1997”. 첼시 FC 한국어 공식 웹사이트. 2016년 2월 7일에 원본 문서에서 보존된 문서. 2016년 2월 7일에 확인함.
29. ↑  “리그 컵: 1997/98”. 첼시 FC 한국어 공식 웹사이트. 2016년 2월 7일에 원본 문서에서 보존된 문서. 2016년 2월 7일에 확인함.
30. ↑  “UEFA 컵 위너스 컵: 1997/98”. 첼시 FC 한국어 공식 웹사이트. 2016년 2월 7일에 원본 문서에서 보존된 문서. 2016년 2월 7일에 확인함.
31. ↑  “FA 컵: 2000”. 첼시 FC 한국어 공식 웹사이트. 2016년 2월 7일에 원본 문서에서 보존된 문서. 2016년 2월 7일에 확인함.
32. ↑  (영어) “Chelsea sack Ranieri”. 《BBC Sport》. 2004년 6월 1일. 2012년 5월 20일에 확인함.
33. ↑  (영어) “Chelsea appoint Mourinho”. 《BBC Sport》. 2004년 6월 2일. 2012년 5월 20일에 확인함.
34. ↑  (영어) Matt Barlow (2006년 3월 12일). “Terry Eyes Back-to-Back Titles”. Sporting Life. 2012년 6월 3일에 원본 문서에서 보존된 문서. 2007년 1월 22일에 확인함.
35. 1 2  “프리미어리그 챔피언: 2004/05”. 첼시 FC 한국어 공식 웹사이트. 2016년 4월 24일에 원본 문서에서 보존된 문서. 2016년 2월 7일에 확인함.
36. ↑  “프리미어리그 챔피언: 2005/06”. 첼시 FC 한국어 공식 웹사이트. 2016년 4월 24일에 원본 문서에서 보존된 문서. 2016년 2월 7일에 확인함.
37. ↑  “FA 컵: 2007”. 첼시 FC 한국어 공식 웹사이트. 2016년 4월 24일에 원본 문서에서 보존된 문서. 2016년 2월 7일에 확인함.
38. ↑  “리그 컵: 2004/05”. 첼시 FC 한국어 공식 웹사이트. 2016년 4월 24일에 원본 문서에서 보존된 문서. 2016년 2월 7일에 확인함.
39. ↑  “리그 컵: 2006/07”. 첼시 FC 한국어 공식 웹사이트. 2016년 4월 24일에 원본 문서에서 보존된 문서. 2016년 2월 7일에 확인함.
40. ↑  (영어) “Chelsea name Grant as new manager”. 《BBC Sport》. 2007년 9월 20일. 2007년 9월 21일에 확인함.
41. ↑  이성훈 (2008년 5월 22일). “맨유, 승부차기 끝에 '더블 감격'…박지성 결장”. 《SBS 뉴스》. 2008년 5월 22일에 확인함.
42. ↑  이동칠 (2008년 5월 25일). “EPL 첼시, 그랜트 감독 경질”. 《연합뉴스》. 2008년 5월 25일에 확인함.
43. ↑  이용훈 (2009년 2월 10일). “첼시, 스콜라리 경질… 로만 구단주 결단”. 《GOAL.com》. 2009년 2월 10일에 확인함.
44. ↑  (영어) “Chelsea confirm Hiddink as coach”. BBC. 2009년 2월 11일에 확인함.
45. ↑  (영어) “Chelsea 2–1 Everton”. 《BBC Sport》. 2009년 5월 30일. 2009년 6월 1일에 확인함.
46. ↑  송지훈 (2010년 5월 10일). “첼시, 4시즌만에 EPL 정상 탈환…위건에 8-0승”. 《이데일리》. 2010년 5월 10일에 확인함.
47. ↑  “프리미어리그 챔피언: 2009/10”. 첼시 FC 한국어 공식 웹사이트. 2016년 2월 16일에 원본 문서에서 보존된 문서. 2016년 2월 7일에 확인함.
48. ↑  이동칠 (2010년 5월 16일). “첼시, 포츠머스 꺾고 FA컵 우승..시즌 2관왕”. 《연합뉴스》. 2010년 5월 16일에 확인함.
49. ↑  “FA 컵: 2010”. 첼시 FC 한국어 공식 웹사이트. 2016년 2월 16일에 원본 문서에서 보존된 문서. 2016년 2월 7일에 확인함.
50. ↑  한만성 (2011년 5월 23일). “'무관' 첼시, 결국 안첼로티 감독 경질”. 《GOAL.com》. 2011년 5월 23일에 확인함.
51. ↑  정윤철 (2012년 3월 6일). “‘제2 모리뉴’ 기대했지만… 첼시, 빌라스보아스 감독 경질”. 《동아일보》. 2012년 3월 6일에 확인함.
52. ↑  (영어) McNulty, Phil (2012년 5월 5일). “Chelsea 2–1 Liverpool”. 《BBC Sport》. 2012년 5월 20일에 확인함.
53. ↑  “FA 컵: 2012”. 첼시 FC 한국어 공식 웹사이트. 2016년 3월 2일에 원본 문서에서 보존된 문서. 2016년 2월 7일에 확인함.
54. 1 2  (영어) McNulty, Phil (2012년 5월 19일). “Bayern Munich 1–1 Chelsea (aet, 4–3 pens)”. 《BBC Sport》. 2012년 5월 20일에 확인함.
55. ↑  “UEFA 챔피언스리그: 2011/12”. 첼시 FC 한국어 공식 웹사이트. 2016년 3월 2일에 원본 문서에서 보존된 문서. 2016년 2월 7일에 확인함.
56. ↑  이용훈 (2012년 11월 21일). “첼시, 디 마테오 감독 경질 공식 발표”. 《GOAL.com》. 2012년 11월 21일에 확인함.
57. ↑  “UEFA 유로파리그: 2012/13”. 첼시 FC 한국어 공식 웹사이트. 2016년 4월 24일에 원본 문서에서 보존된 문서. 2016년 2월 7일에 확인함.
58. ↑  “무리뉴 감독, 6년 만에 첼시 사령탑 복귀…2017년까지 계약”. 《동아일보》. 2013년 6월 4일. 2014년 2월 11일에 확인함.
59. ↑  “리그 컵: 2014/15”. 첼시 FC 한국어 공식 웹사이트. 2016년 2월 14일에 원본 문서에서 보존된 문서. 2016년 2월 7일에 확인함.
60. ↑  “프리미어리그 챔피언: 2014/15”. 첼시 FC 한국어 공식 웹사이트. 2016년 2월 14일에 원본 문서에서 보존된 문서. 2016년 2월 7일에 확인함.
61. ↑  차정승 (2015년 12월 20일). “첼시, 새 사령탑으로 히딩크 선임”. 《TV 조선》. 2016년 2월 14일에 원본 문서에서 보존된 문서. 2015년 12월 20일에 확인함.
62. 1 2 3 4 5  (영어) “Stadium History – Introduction”. 《첼시 FC 공식 웹사이트》. 2012년 5월 12일에 원본 문서에서 보존된 문서. 2012년 5월 20일에 확인함.
63. ↑  (영어) Glanvill (2006). 《Chelsea FC: The Official Biography》. 69–71쪽.
64. ↑  (영어) Veysey, Wayne (2005년 5월 24일). “QPR take over Chelsea training ground”. 《Evening Standard》. 2012년 10월 25일에 원본 문서에서 보존된 문서. 2009년 6월 24일에 확인함.
65. ↑  (영어) “Chelsea's new training ground for the future”. 《BBC London》. British Broadcasting Corporation. 2007년 7월 5일. 2009년 6월 24일에 확인함.
66. ↑  (영어) “Cup Final Statistics”. 《TheFA.com》. 2012년 5월 16일에 원본 문서에서 보존된 문서. 2011년 2월 18일에 확인함.
67. ↑  (영어) “England's Matches: Unofficial”. 《Englandfootballonline》. 2011년 1월 22일에 원본 문서에서 보존된 문서. 2011년 2월 18일에 확인함.
68. ↑  (영어) “2013 final: Stamford Bridge”. 《Uefa.com》. 2014년 3월 11일에 확인함.
69. ↑  (영어) “All Blacks”. 《Rugbyfootballhistory.com》. 2011년 2월 18일에 확인함.
70. ↑  (영어) “Countdown to SABR Day 2011”. 《BaseballGB.co.uk》. 2011년 2월 18일에 확인함.
71. ↑  (영어) “Jimmy Wilde: The Original Explosive Thin Man”. 《Cyberboxingzone.com》. 2011년 2월 18일에 확인함.
72. ↑  (영어) “Stamford Bridge Speedway”. 《guskuhn.net》. 2011년 2월 18일에 확인함.
73. ↑  (영어) “U.S. Invades England 1948”. 《speedcarworld.com》. 2012년 3월 25일에 원본 문서에서 보존된 문서. 2011년 2월 19일에 확인함.
74. ↑  (영어) “Twenty20 before Twenty20”. 《spincricket.com》. 2012년 1월 11일에 원본 문서에서 보존된 문서. 2011년 2월 18일에 확인함.
75. ↑  (영어) Glanvill (2006). 《Chelsea FC: The Official Biography》. 91–92쪽.
76. ↑  (영어) “Chelsea chief: We will drop out of Europe's elite without new stadium”. BBC. 2012년 4월 25일. 2012년 5월 6일에 확인함.
77. ↑  (영어) “Chelsea FC lose fan vote on stadium”. BBC. 2011년 10월 27일. 2012년 3월 11일에 확인함.
78. ↑  (영어) “Chelsea bid to buy Battersea power station in £1bn stadium plan”. 《The Guardian》. UK. 2012년 5월 4일. 2012년 5월 6일에 확인함.
79. ↑  (영어) “Chelsea's Battersea hopes end as Malaysian consortium completes deal”. 《The Guardian》. UK. 2012년 7월 5일. 2012년 11월 10일에 확인함.
80. ↑  (영어) “Stamford Bridge: ‘Slinky’ or Bird's Nest? Chelsea unveil new £500m stadium”. 《The Independent》. UK. 2015년 12월 3일. 2015년 12월 3일에 확인함.
81. 1 2  (영어) Glanvill (2006). 《Chelsea FC: The Official Biography》. 42쪽.
82. ↑  (영어) “Chelsea Metropolitan Borough Council”. 《Civic Heraldry of England and Wales》. 2007년 1월 21일에 확인함.
83. ↑  (영어) “1980s Summary”. 《Chelseafc.com》. 2015년 9월 24일에 원본 문서에서 보존된 문서. 2015년 12월 3일에 확인함.
84. ↑  (영어) “Chelsea centenary crest unveiled”. 《BBC Sport》. 2004년 11월 12일. 2007년 1월 2일에 확인함.
85. ↑  (영어) “Chelsea – Historical Football Kits”. 《Historical Kits》. 2012년 6월 26일에 확인함.
86. ↑  (영어) Glanvill, Rick (2006). 《Chelsea Football Club: The Official History in Pictures》. p.212쪽. ISBN 0-7553-1467-0.
87. ↑  (영어) Mears, Brian (2002). 《Chelsea: Football Under the Blue Flag》. Mainstream Sport. p.42쪽. ISBN 1-84018-658-5.
88. 1 2  (영어) “Chelsea Change Kits”. 《Historical Kits》. 2015년 12월 7일에 확인함.
89. ↑  (영어) Mears (2002). 《Chelsea: Football Under the Blue Flag》. 58쪽.
90. ↑  (영어) Batty, Clive (2007). 《Kings of the King's Road: The Great Chelsea Team of the 60s & 70s》. Vision Sports Publishing. 244쪽. ISBN 978-1-905326-22-8.
91. ↑  (영어) Anderson, Jamie. “Chelsea are a more universally loved club! Blues chief lauds 400million fan base”. 《Daily Express》. London.
92. ↑  (영어) “The world's most popular football club revealed: Man United, Liverpool, Arsenal, Barca, Real or Chelsea?”. 《talkSPORT》. 2014년 12월 21일에 원본 문서에서 보존된 문서. 2016년 2월 8일에 확인함.
93. ↑  (영어) “All Time League Attendance Records”. 2011년 5월 22일. 2012년 1월 11일에 원본 문서에서 보존된 문서. 2013년 11월 8일에 확인함.
94. ↑  (영어) “Supporters Clubs Map”. 《첼시 FC 공식 웹사이트》. 2014년 3월 23일에 원본 문서에서 보존된 문서. 2014년 3월 23일에 확인함.
95. ↑  (영어) “EXCLUSIVE: Manchester United and Real Madrid top global shirt sale charts”. 《Sporting Intelligence》. 2012년 1월 8일. 2012년 10월 8일에 확인함.
96. ↑  (영어) “League Table of Twitter Followers”. 《Folos》. 2015년 12월 8일에 원본 문서에서 보존된 문서. 2015년 12월 4일에 확인함.
97. ↑  (영어) Glanvill (2006). 《Chelsea FC: The Official Biography》. 150쪽.
98. ↑  (영어) “"Carefree" audio sample”. Fanchants.com. 2011년 7월 10일에 원본 문서에서 보존된 문서. 2011년 9월 3일에 확인함.
99. ↑  (영어) “Making a new start”. 《BBC News》. 2002년 5월 2일. 2007년 1월 21일에 확인함.
100. ↑  (영어) “Bates: Chelsea's driving force”. 《BBC Sport》. British Broadcasting Corporation. 2003년 7월 2일. 2007년 1월 21일에 확인함.
101. ↑  (영어) “Soccer hooliganism: Made in England, but big abroad”. 《BBC News》. 1998년 6월 2일. 2007년 1월 1일에 확인함.
102. ↑  (영어) “Statistics on football-related arrests and banning orders”. Home Office. 2010년 11월 1일. 2011년 3월 17일에 원본 문서 (PDF)에서 보존된 문서. 2011년 5월 14일에 확인함.
103. ↑  (영어) Glanvill (2006). 《Chelsea FC: The Official Biography》. 312–318쪽.
104. ↑  (영어) “A brief history of the Arsenal-Chelsea rivalry and why it matters”. 《The Guardian》. 2015년 4월 22일. 2015년 12월 7일에 확인함.
105. ↑  (영어) Glanvill (2006). 《Chelsea FC: The Official Biography》. pp.321–325쪽.
106. ↑  (영어) “Six very modern football rivalries”. 《TalkSport》. 2011년 5월 19일. 2013년 5월 25일에 원본 문서에서 보존된 문서. 2011년 5월 23일에 확인함.
107. ↑  (영어) “A brief guide to Chelsea's rivalry with Liverpool”. 《The Guardian》. 2015년 10월 29일. 2015년 12월 4일에 확인함.
108. ↑  (영어) Glanvill (2006). 《Chelsea FC: The Official Biography》. 311쪽.
109. ↑  (영어) “Football Rivalries: The Complete Results”. 《Planetfootball.com》. 2007년 1월 2일에 확인함.
110. ↑  (영어) Glanvill (2006). 《Chelsea FC: The Official Biography》. 399–410쪽.
111. 1 2  “F. LAMPARD”. 《Soccerway.com》.
112. ↑  (영어) “Chelsea's Frank Lampard given golden boot by Bobby Tambling”. BBC. 2013년 5월 19일. 2013년 9월 7일에 확인함.
113. ↑  (영어) “Individual scoring feats”. 첼시 FC 공식 웹사이트.
114. 1 2 3 4 5  (영어) “Wins, defeats and sequences”. 첼시 FC 공식 웹사이트.
115. 1 2 3  (영어) “Attendance statistics”. 첼시 FC 공식 웹사이트.
116. 1 2 3  (영어) “Goalkeeping records”. 첼시 FC 공식 웹사이트.
117. ↑  이는 후일 맨체스터 유나이티드 소속의 판 데르 사르가 경신한다.
118. 1 2  (영어) “Shirt Numbers”. 《England Football Online》. 2006년 10월 1일에 확인함.
119. ↑  (영어) Glanvill (2006). 《Chelsea FC: The Official Biography》. p.96쪽.
120. ↑  (영어) Bradley, Mark (1999년 12월 27일). “Southampton 1 Chelsea 2”. 《Sporting Life》. 2012년 6월 3일에 원본 문서에서 보존된 문서. 2007년 1월 27일에 확인함.
121. ↑  (영어) Mitchell, Kevin (2007년 5월 20일). “Something old, new and Blue”. 《The Observer》. 2011년 7월 14일에 확인함.
122. ↑  (영어) Kassies, Bert. “UEFA Team Ranking 2008”. 《UEFA European Cup Football: Results and Qualification》. 2008년 6월 2일에 확인함.
123. ↑  (영어) “Chelsea etch new name on trophy”. 《Union of European Football Associations》. 2012년 5월 19일. 2012년 5월 20일에 확인함.
124. ↑  (영어) “UK Football Clubs on the UK Stock Markets”. Football Economy. 2012년 6월 26일에 확인함.
125. ↑  (영어) “Bates sells off Chelsea to a Russian billionaire”. The Telegraph. 2003년 2월 7일. 2012년 6월 27일에 확인함.
126. ↑  (영어) “Chelsea tycoon to clear club's debt”. BBC. 2003년 7월 28일. 2012년 6월 26일에 확인함.
127. ↑  (영어) “Club Information”. Chelseafc.com. 2012년 7월 2일에 원본 문서에서 보존된 문서. 2012년 6월 26일에 확인함.
128. ↑  (영어) “Chelsea and United debts at record £1.5bn”. 《The Guardian》. 2008년 5월 20일. 2012년 6월 27일에 확인함.
129. ↑  (영어) “Chelsea FC record first Abramovich-era profit”. 《BBC》. 2012년 11월 9일. 2012년 11월 9일에 확인함.
130. ↑  (영어) “Chelsea FC reports a record £18m in annual profit”. 《BBC》. BBC. 2014년 11월 14일. 2014년 11월 14일에 확인함.
131. ↑  “Club statement | Official Site | Chelsea Football Club”. 《ChelseaFC》. 2022년 5월 7일에 확인함.
132. ↑  “Chelsea takeover: Todd Boehly's £4.25bn bid approved by government as Roman Abramovich era set to end”. 《Sky Sports》. 2022년 5월 25일.
133. ↑  Romano, Fabrizio (2022년 5월 30일). “Official. Chelsea confirm Clearlake-Boehly are now in control of the club.”. 《Twitter》 (영어). 2022년 5월 30일에 확인함.
134. ↑  (영어) “Chelsea agree whopping £300m kit deal with sportswear giants adidas”. 《Daily Mail》. London. 2013년 6월 22일. 2013년 6월 22일에 확인함.
135. ↑  안영준 (2016년 10월 14일). “후원사 교체 첼시, 2032년까지 나이키 유니폼 입는다”. 《베스트 일레븐》. 2016년 10월 14일에 확인함.
136. ↑  (영어) Ashling O'Connor (2005년 5월 2일). “Clubs to cash in on mobile advertising”. 《The Times》. UK. 2011년 6월 29일에 원본 문서에서 보존된 문서. 2010년 1월 21일에 확인함.(등록 필요)
137. ↑  (영어) “Chelsea sign £40m-per-year shirt deal with Japanese tyre company”. 《BBC Sport》. 2015년 2월 26일. 2015년 2월 27일에 확인함.
138. ↑  (영어) “Sponsors and Partners”. 첼시 FC 공식 웹사이트. 2014년 11월 4일에 확인함.
139. ↑  (영어) “The Great Game”. 《IMDb》. 2007년 10월 1일에 확인함.
140. ↑  (영어) Glanvill (2006). 《Chelsea FC: The Official Biography》. 120–121쪽.
141. ↑  (영어) Steve Hawkes (2004년 5월 10일). “Football firms hit the film circuit”. 《BBC Sport》. 2007년 1월 25일에 확인함.
142. ↑  (영어) “Chelsea teams up with Yash Raj Films”. DNA India. 2006년 9월 25일. 2007년 9월 30일에 원본 문서에서 보존된 문서. 2007년 1월 1일에 확인함.
143. ↑  (영어) “All About Scoring, Innit?”. 《Minder.org》. 2015년 12월 8일에 확인함.
144. ↑  (영어) Scott Murray (2002년 9월 30일). “Di Canio has last laugh at Chelsea comedy store”. 《The Guardian》. 2011년 7월 14일에 확인함.
145. 1 2  (영어) “Chelsea FC – An Anthology Of Songs For The Blues”. 《thehardtackle.com》. 2012년 9월 11일.
146. 1 2  (영어) Roberts, David (2005). 《Guinness World Records: British Hit Singles and Albums (18th edition)》. HiT Entertainment. 102쪽. ISBN 1-904994-00-8.